# ماكس فابياني
ماكس فابياني (بالألمانية: Max Fabiani؛ بالإيطالية: Max Fabiani) هو مهندس معماري نمساوي وإيطالي، ولد في 29 أبريل 1865 في Kobdilj ‏ في سلوفينيا، وتوفي في 18 أغسطس 1962 في غوريتسيا في إيطاليا.